# Grammia virgo
Grammia virgo là một loài bướm đêm thuộc phân họ Arctiinae, họ Erebidae.